# Wikipedia tiếng Thái
Wikipedia tiếng Thái là một phiên bản Wikipedia, một bách khoa toàn thư mở.